# ポロG
ポロG（Polo G、ポロジー、本名: Taurus Tremani Bartlett、1999年1月6日 - ）は、アメリカ合衆国イリノイ州シカゴ出身のラッパー、歌手、ソングライター、ヒップホップミュージシャン。
2018年のシングル「Finer Things」で脚光を浴び、2019年にLil Tjayをフィーチャーした楽曲「Pop Out」のヒットで広く知られるようになる。デビューアルバム『Die a Legend』（2019年）は米ビルボード200で6位を記録した。2作目のアルバム『The Goat』（2020年）は全米2位を記録し、Billboard Hot 100に10曲がチャートインした。2021年、シングル「Rapstar」をリリースし、Billboard Hot 100で初登場1位を記録、自身初の首位を獲得した。また、3作目のアルバム『Hall of Fame』（2021年）は全米1位を記録した。

## 来歴
1999年1月6日、ポロGはシカゴのオールドタウン地区で生まれる。

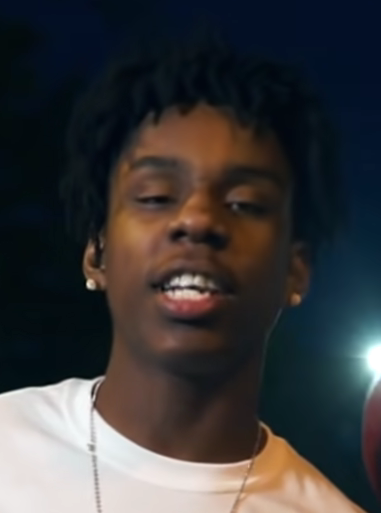
Polo G 2018年

2018年にSoundCloudで楽曲「Gang With Me」をリリースすると、すぐに数百万回の再生回数を記録した。その後も「Welcome Back」や「Neva Cared」などの楽曲で人気を博す。2018年後半には投獄中に書いた曲「Finer Things」をリリースし、瞬く間に数百万回の再生回数を獲得した。
2019年初頭、ポロGはLil Tjayをフィーチャーした「Pop Out」をリリースし、ビルボード・ホット100で11位を記録した。この曲のヒットによりコロンビアレコードと契約を結ぶことになる。6月7日にはデビューアルバム『Die a Legend』をリリースし、全米6位を記録する。
2020年5月15日、2作目のスタジオ・アルバム『The Goat』をリリースする。アルバムはビルボード200で初登場2位を記録し、アルバムからの10曲がBillboard Hot 100にチャートインした。
2021年のフォーブス30アンダー30の音楽部門に選ばれ、2021年2月5日にシングル「GNF（OKOKOK）」をリリースした。6月11日、3作目のスタジオ・アルバム『Hall of Fame』をリリースすると、US Billboard 200で初登場1位を記録した。また、同アルバムからリリースされたシングルの「Rapstar」はBillboard Hot 100にて自身初の首位を獲得した。
2021年12月3日、「Hall of Fame」のデラックス版である「Hall of Fame 2.0」をリリースした。

## 音楽性
Polo Gはもともとシカゴのドリル・サウンドで知られていたが、デビューアルバムの頃までによりメロディックなスタイルに移行している。
Polo GはLil WayneとTupac Shakurに最大の影響を受けていると述べている。その他には、Gucci ManeやLil Durk、G Herbo、Chief Keefから影響を受けている。

## 人物
2019年7月6日に生まれた息子が1人いる。
2019年8月、ポロGはパーティーでオーバードーズしたことで入院し、命を落としかけ、回復後にはエクスタシーとザナックスをやめている。

## ディスコグラフィ
スタジオ・アルバム
- Die a Legend (2019年)
- The Goat (2020年)
- Hall of Fame (2021年)
- Hood Poet (2024年)

デラックス・アルバム
- Hall of Fame 2.0 (2021年)